# Benedetto Cirmeni
Benedetto Cirmeni (Mineo, 23 agosto 1854 – Roma, 2 febbraio 1935) è stato un politico e giornalista italiano.

## Biografia
Studiò giurisprudenza all'università di Roma, iniziando intanto a praticare il giornalismo. Dopo la laurea, vinse un concorso di perfezionamento all'estero e, nell'autunno del 1882, si trasferì a Berlino. Da Berlino inviava corrispondenze ai quotidiani italiani. Nel 1884 per volere di Bismarck fu espulso con la generica e falsa imputazione di avere redatto articoli germanofobi.  Il decreto di espulsione venne revocato solo nel 1891. Nel frattempo tradusse il romanzo di Paul Lindau, Arme Mädchen. Convinto giolittiano, nel 1892 fu eletto deputato e, a parte alcune parentesi, e qualche polemica elettoralistica, conservò il seggio fino al 1919. In Parlamento Cirmeni si occupò di politica estera e scuola, divenendo anche sottosegretario alla pubblica istruzione. Prima della guerra appoggio le posizioni non interventiste, anche per questo durante il conflitto fu duramente attaccato dagli antigiolittiani. Nel 1919 non volle candidarsi, ma nel ‘20 fu nominato senatore. La sua attività pubblicistica continuò collaborando a numerosi giornali. Alla fine della sua carriera politica cercò d'osteggiare la riforma elettorale fascista (1928). Morì a Roma nel 1935. 
Mineo ha dedicato al Senatore una via nel quartiere Sant'Ippolito.